# مایکرواستراتژی
مایکرواستراتژی (انگلیسی: MicroStrategy) در سال ۱۹۸۹ تأسیس شد و خدمات مربوط به هوش تجاری، نرم‌افزارهای موبایل (در حوزه تجزیه و تحلیل) و سرویس‌های ابری (کلاد) ارائه می‌کند. از زمان سرمایه‌گذاری شدید روی بیت کوین این شرکت سر زبان‌ها افتاد.
بنیان‌گذاران آن مایکل جی سیلور (Michael J. Saylor)، سانجو بانسال (Sanju Bansal) و توماس فار (Thomas Spahr) هستند. البته در سال ۱۹۸۹ مایکل سیلور به تنهایی مایکرواستراتژی را تأسیس کرد و سپس دو نفر دیگر به او پیوستند.
این شرکت برای تجزیه و تحلیل داده‌های داخلی و خارجی مربوط به کسب و کارها با هدف اتخاذ تصمیمات تجاری صحیح، نرم‌افزار توسعه می‌دهد. مایکرواستراتژی چند سال بعد از شروع به کار تبدیل به یک شرکت عمومی شد و سهامش را در بازار بورس عرضه کرد. دفتر مرکزی آن در تایسونز کرنر ویرجینیای شمالی آمریکا واقع شده‌است.

## تاریخچه و فعالیت‌های شرکت از گذشته تا امروز
مایکل سیلور و سانجو بانسال هر دو در مؤسسه فناوری ماساچوست دومین دانشگاه برتر دنیا تحلیل می‌کردند و در آنجا با یکدیگر آشنا شده بودند. این دو نفر تصمیم گرفتند با استفاده از ریاضیات غیر خطی (Nonlinear System) شروع به تولید نرم‌افزار برای داده کاوی (Data Mining) و هوش تجاری کنند. ایده چنین کاری در کلاس نظریه دینامیک سیستم‌ها به ذهن آن‌ها خطور کرده بود.
در سال ۱۹۹۲ مایکرو استراتژی اولین مشتری بزرگ خود را پیدا کرد و قراردادی ۱۰ میلیون دلاری با مک دونالد، بزرگ‌ترین رستوران زنجیره‌ای دنیا، بست. در سال ۱۹۹۴ دفتر مرکزی مایکرواستراتژی از ویلمینگتون ایالت دلویر به تایسونز کرنر ویرجینیای منتقل شد. بین سال‌های ۱۹۹۰ تا ۱۹۹۶ درآمد مایکرواستراتژی سال به سال بیش از ۱۰۰ درصد افزایش پیدا می‌کرد.
در سال ۱۹۹۸ مایکرواستراتژی از طریق یک عرضه اولیه سهام (IPO) به یک شرکت عمومی تبدیل و سهامش در بازار بورس عرضه شد. قیمت سهام این شرکت در یک سال از ۷ دلار به ازای هر سهم به ۳۳۳ دلار رسید، اما متأسفانه قربانی حباب دات کام شد؛ به خاطر ترکیدن حباب دات کام ارزش هر سهام مایکرواستراتژی ۶۲ درصد در یک روز سقوط کرد. در ادامه مشکلات دیگری از جمله درگیر شدن با کمیسیون بورس اوراق بهادار آمریکا (SEC) آغاز شد.
در سال ۲۰۰۰ کمیسیون بورس اوراق بهادار آمریکا مایکرواستراتژی و مدیرانش را به چند تخلف متهم کرد. به‌طور همزمان یک پرونده مدعی کلاهبرداری علیه آن‌ها تنظیم شد. مایکل سیلور، سانجو بانسال و مدیر مالی شرکت در آن زمان بدون اعتراف به تخلف خود، تصمیم گرفتند هر یک ۳۵۰٬۰۰۰ دلار به عنوان جریمه پرداخت کنند. اما مشکل همچنان برطرف نشد. در نهایت مدیران شرکت مجموعاً ۱۰ میلیون دلار به عنوان خلع ید پرداخت و یک مدیر مستقل (از طرف SEC) را برای اطمینان از رعایت مقررات کردند.
در سال ۲۰۰۹ مایکرواستراتژی وب سایت alarm.com را به قیمت ۲۷ میلیون دلار به شرکت سرمایه‌گذاری خطرپذیر ABS Capital Partners فروخت. در سال ۲۰۱۱، این شرکت با معرفی MicroStrategy Cloud رسماً وارد حوزه ارائه خدمات ابری (کلاد) شد. در سال ۲۰۱۳ مایکرو استراتژی یکی دیگر از وب سایت‌های متعلق به خود یعنی angel.com را به ازای دریافت ۱۱۰ میلیون دلار به Genesys Telecommunications Laboratories فروخت.
در سال ۲۰۱۴ مایکرواستراتژی ضمن کاهش حقوق مایکل سیلور از ۸۷۵٬۰۰۰ دلار به ۱ دلار به درخواست خود او تصمیم گرفت ۷۷۰ کارمندش را اخراج کند. از سال ۲۰۱۵ به بعد این شرکت بعد از هر مرتبه عرضه یک نسخه جدید از نرم‌افزار MicroStrategy خود برای تجزیه و تحلیل داده کاربرد دارد، نسخه قبلی را به صورت رایگان در اختیار کاربران قرار می‌دهد.

## ورود مایکرواستراتژی به بازار ارز دیجیتال
تابستان سال ۲۰۲۰ این شرکت ۲۵۰ میلیون دلار بیت کوین خرید و آن را یک دارایی ذخیره ارزش بهتر از طلا عنوان کرد. خریدهای این شرکت ادامه یافت تا جایی که دارایی بیت کوین آن در اواخر سال ۲۰۲۱ به حدود ۱۱۴ هزار عدد رسید. در حال حاضر مایکرواستراتژی یکی از نهنگ‌های اصلی بیت کوین است.
به عقیده مدیر عامل آن، بیت کوین روزی تبدیل به یک دارایی با ارزش ۱۰۰ تریلیون دلار خواهد شد. برای مقایسه باید بدانید ارزش کنونی بازار بیت کوین و طلا به ترتیب ۱ تریلیون دلار و ۱۱ تریلیون دلار است.